# Vincenzo Romaro
Vincenzo Romaro, detto Enzo (Piove di Sacco, 8/3/1895 – Padova, 28/10/1965 ...), è stato un calciatore italiano.

## Carriera
Noto anche come Romaro I, per distinguerlo dal fratello Aldo (Romaro II), con il Petrarca disputa il campionato di Prima Divisione 1921-1922 e la stagione di Prima Categoria 1914-1915, nella quale segna una doppietta nel derby contro il Padova.

## Altre attività
Laureato in Ingegneria il 28/6/1920, nel 1933 a Padova, crea una società con il fratello Aldo Romaro.